# 齊藤源顕
齊藤 源顕（さいとう もとあき、1965年 - ）は、日本の医師、泌尿器科専門医。高知大学教授。鳥取大学卒業。

## 略歴
- 1965年 - 大阪府生まれ。
- 1984年 - 東大寺学園高等学校卒業。
- 1991年 - 鳥取大学卒業。
- 1993年 - イェール大学医学部泌尿器科 Postdoctoral Associate。
- 1995年 - 鳥取大学医学部附属病院助手。(イェール大学PAと兼任)
- 1996年 - 海外留学終了し帰国。
- 2001年 - 鳥取大学医学部附属病院学部内講師。
- 2004年 - 鳥取大学医学部附属病院泌尿器科講師、同大学病態解析医学講座分子薬理学分野講師。
- 2008年 - 鳥取大学医学部病態解析医学講座分子薬理学分野准教授。
- 2013年 ｰ 高知大学医学部薬理学講座教授。

## 受賞
- 2001年 - 第8回日本排尿機能学会学会賞
- 2006年 - 第7回ギリシャアンドロロジー学会最優秀研究賞、日の丸賞(鳥取大学科学研究業績表彰)
- 2009年 - 第98回日本泌尿器科学会総会賞
- 2010年 - 平成21年度鳥取大学学長表彰(研究功績賞)
- 2012年 - International Journal of Urology Reviewer of the Year 2011、第23回性機能学会学会賞
- 2013年 - International Journal of Urology Reviewer of the Year 2012

## 書籍
- Radio ligand Binding Assay 神経泌尿器科研究法 2000
- Radioligand Binding Assay 2000